# Bastian Fleermann

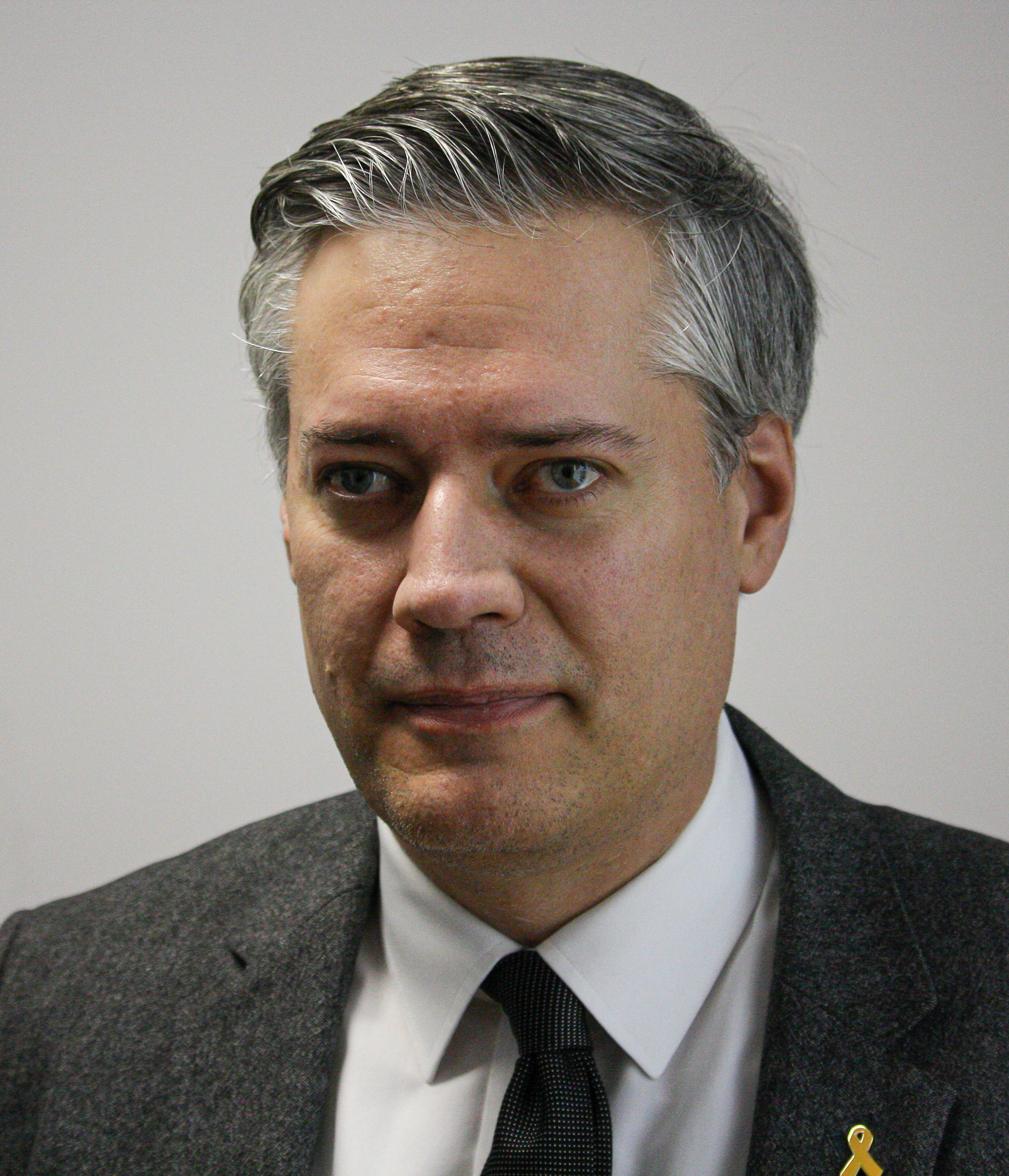
Bastian Fleermann (2025)

Bastian Fleermann (* 1978 in Ratingen) ist ein deutscher Historiker und Volkskundler, der sich mit rheinischer Geschichte, deutsch-jüdischer Geschichte und der Zeit des Nationalsozialismus beschäftigt. Er ist Leiter der Mahn- und Gedenkstätte Düsseldorf.

## Leben
Nach dem Abitur in Ratingen-Lintorf studierte Fleermann zwischen 1999 und 2004 an der Universität Bonn Geschichte, Volkskunde und Rheinische Landeskunde am Institut für geschichtliche Landeskunde der Rheinlande. Er schrieb 2004 bis 2006 seine Dissertation zum Thema „Jüdische Alltagskultur im Herzogtum Berg 1779 bis 1847“, die von Gunther Hirschfelder betreut wurde. Zwischen 2005 und 2011 nahm er Lehraufträge an den Universitäten Bonn im Fach Volkskunde und Duisburg-Essen am Lehrstuhl für Geschichte der Rhein-Maas-Region wahr. Er ist seit 2007 bei der städtischen Mahn- und Gedenkstätte Düsseldorf als wissenschaftlicher Mitarbeiter tätig und seit 2011 deren Leiter als Nachfolger von Angela Genger. Er forscht zur deutsch-jüdischen Geschichte, zur Geschichte der Stadt Düsseldorf sowie zur Polizei-, Justiz- und Behördengeschichte.

## Auszeichnungen
- Stipendiat der Gerda Henkel Stiftung (2005/2006)
- Albert-Steeger-Preis des Landschaftsverbands Rheinland (2009)

## Mitgliedschaften
- Brauweiler Kreis für Landes- und Zeitgeschichte e. V.
- Förderkreis der Mahn- und Gedenkstätte Düsseldorf e. V. (Geschäftsführer)
- Düsseldorfer Geschichtsverein e. V. (erw. Vorstand)
- Bergischer Geschichtsverein e. V.
- Beirat des Vereins Lintorfer Heimatfreunde e. V.

## Bücher
- Ausgrenzung und Faszination. Sinti und Roma in Düsseldorf und im nördlichen Rheinland vom Spätmittelalter bis zum Ersten Weltkrieg, C. W. Leske, Düsseldorf 2024, ISBN 978-3-946595-42-7
- Mit Benedikt Mauer: Zwangssterilisiert. Eingriffe in die Menschenwürde in Düsseldorf 1934–1945. Droste, Düsseldorf 2022, ISBN 978-3-7700-6047-4.
- Mit Dietmar Falhs: Lintorf – Metropole des Angerlandes. Die Jahre 1953 bis 1975 im Blick des Fotografen Reiner Klöckner Droste Düsseldorf 2021, ISBN 978-3-7700-6045-0
- Ulmer Höh'. Das Gefängnis Düsseldorf-Derendorf im Nationalsozialismus. Droste-Verlag, Düsseldorf 2021. ISBN 978-3770060443
- Mit Genger, Gerd, Jakobs, Hildegard, Schatzschneider, Immo: Gedenkbuch für die Toten des Pogroms 1938 : auf dem Gebiet des heutigen Bundeslandes Nordrhein-Westfalen. Droste, Düsseldorf 2019, ISBN 978-3-7700-6037-5
- Die Kommissare. Kriminalpolizei in Düsseldorf und im rheinisch-westfälischen Industriegebiet 1920–1950. Droste, Düsseldorf 2018. ISBN 978-3-7700-6032-0
- Mit Hildegard Jakobs: Im Niemandsland. Die Abschiebung der polnischen Juden aus Düsseldorf 1938. Düsseldorf 2019. ISBN 978-3-7700-6042-9 (= Kleine Schriftenreihe der Mahn- und Gedenkstätte Düsseldorf 10)
- Mit Hildegard Jakobs und Peter Henkel: „Im Namen des Volkes…“. Das Düsseldorfer Oberlandesgericht und die Justiz im Nationalsozialismus. Düsseldorf 2018. ISBN 978-3-7700-6030-6 (= Kleine Schriftenreihe der Mahn- und Gedenkstätte Düsseldorf 9)
- Die Düsseldorfer Rabbiner. Von den Anfängen 1706 bis zur Auflösung der Synagogengemeinde 1941. Düsseldorf 2016. ISBN 978-3-7700-6018-4 (= Kleine Schriftenreihe der Mahn- und Gedenkstätte Düsseldorf 7)
- Mit Benedikt Mauer, Hgg.: Kriegskinder: Kriegskindheiten in Düsseldorf 1939–1945. Droste-Verlag, Düsseldorf 2015. ISBN 978-3-7700-6001-6
- Mit Hildegard Jakobs: Düsseldorfer Deportationen: Massenverschleppungen von 1933 bis zur Befreiung 1945, Droste Verlag 2015. ISBN 978-3-7700-6002-3 (= Kleine Schriftenreihe der Mahn- und Gedenkstätte Düsseldorf 5)
- Mit Hildegard Jakobs: Herrschaft der Gewalt. Die nationalsozialistische Machtübernahme 1933 in Düsseldorf. Hg. Förderkreis der Mahn- und Gedenkstätte Düsseldorf und dem Deutschen Gewerkschaftsbund Düsseldorf (= Kleine Schriftenreihe der Mahn- und Gedenkstätte Düsseldorf, 2), Droste, Düsseldorf 2013. ISBN 978-3-7700-1493-4
- Nationalsozialismus im Industriedorf. Die Ortschaft Lintorf im Gau Düsseldorf 1930–1945. Klartext-Verlag, Essen 2013. ISBN 978-3-8375-0852-9
- Mit Ulrike Schrader: „...Beschränkungen der staatsbürgerlichen Rechte werden hierdurch aufgehoben.“ Die Emanzipation der Juden im Rheinischen Provinziallandtag Düsseldorf, 13. Juli 1843. Düsseldorf 2013
- Mit Susanne Böhm: Düsseldorf im Nationalsozialismus. Eine Bibliografie zur Stadtgeschichte zwischen 1933 und 1945. Hg. Förderkreis der Mahn- und Gedenkstätte Düsseldorf und Düsseldorfer Geschichtsverein. Klartext-Verlag, Essen 2013. ISBN 978-3-8375-0953-3
- Die Gestapo Düsseldorf 1933–1945. Geschichte einer nationalsozialistischen Sonderbehörde im Westen Deutschlands. Droste, Düsseldorf 2012. ISBN 978-3-7700-1486-6 (gemeinsam mit Hildegard Jakobs und Frank Sparing) (= Kleine Schriftenreihe der Mahn- und Gedenkstätte Düsseldorf 1)
- Mit Ulrike Schrader: Jüdischer Alltag. Geschichte und Kultur der Juden im Bergischen Land von 1500 bis zur Gegenwart. Begegnungsstätte Alte Synagoge, Wuppertal 2009. ISBN 978-3-940199-03-4
- Mit Angela Genger: Novemberpogrom 1938 in Düsseldorf. Mahn- und Gedenkstätte Düsseldorf. Klartext, Essen 2008. ISBN 978-3-8375-0085-1
- Marginalisierung und Emanzipation. Jüdische Alltagskultur im Herzogtum Berg 1779 bis 1847. Diss. phil. Universität Bonn 2006. Print: Bergische Forschungen Bd. 30, Neustadt an der Aisch 2007

## Aufsätze (Auswahl)
- „Völkische Fremdheit“. Juden in der Wissenschaftsgeschichte der deutschsprachigen Volkskunde. In: Rheinisch-Westfälische Zeitschrift für Volkskunde, 51, 2006, S. 43–56
- Napoleon und die Judenemanzipation. Die rheinischen und westfälischen Juden zur Zeit der französischen Vorherrschaft unter besonderer Berücksichtigung des Großherzogtums Berg. In: Veit Veltzke (Hg.): Napoleon. Trikolore und Kaiseradler über Rhein und Weser. Veröffentlichung des Preußen Museums NRW Wesel-Minden, Köln 2007, S. 307–324
- Majim – das Wasser im Judentum. Eine kultur- und religionshistorische Skizze, in: Gunther Hirschfelder, Angelika Ploeger, Volker Pudel, Gesa Schönberger (Hgg.): Purer Genuss? Wasser als Getränk, Ware und Kulturgut. Frankfurt am Main 2009, S. 133–148
- „…nachsetzen bis zur Vernichtung“. Verhaftungswelle und Gewalt gegen politische Gegner im Frühjahr 1933 in Düsseldorf. In: Rhein-Maas. Studien zur Geschichte, Sprache und Kultur, Bd. 1, 2010, S. 167–198
- „…das beste Rabbinat in Deutschland.“ Biografische Skizzen zu den Düsseldorfer Rabbinern von 1706 bis 1941. In: Düsseldorfer Jahrbuch 81, 2011, S. 111–175
- Mit Hildegard Jakobs: Westfront – Düsseldorf – Ghetto Lodz. Lebensstationen des Feldrabbiners und Weltkriegsteilnehmers Dr. Siegfried Klein. In: Michael Berger, Gideon Römer-Hillebrecht (Hgg.): Ein Gedenkbuch: Jüdische Soldaten – Jüdischer Widerstand. Paderborn 2011, S. 164–179
- Das „Statut für die Synagogen-Gemeinde Cleve“ von 1857. Studien zum Wandel jüdischer Gemeinden am Niederrhein im 19. Jahrhundert. In: Rhein-Maas. Studien zur Geschichte, Sprache und Kultur, 3. Festschrift für Jörg Engelbrecht zum 60. Geburtstag. 2012, S. 164–188
- Deportiert von Düsseldorf in das Ghetto Minsk. Der Transportbericht des Schutzpolizisten Wilhelm Meurin vom Herbst 1941. In: Düsseldorfer Jahrbuch 83, 2013, S. 261–296
- Mit Elias H. Füllenbach: “…diese Mörder nennen sich Nationalsozialisten”. Der Brief einer Düsseldorferin an den Vatikan aus dem Jahre 1933. In: Düsseldorfer Jahrbuch 83, 2013, S. 405–418
- „Der Jude muß hinaus“. Boykott, antisemitische Gewalt und der „Fall Wilhelm“ in Düsseldorf 1935, in: Düsseldorfer Jahrbuch 90 2020,  S. 203–239
- „... vieles, was ich im Lager erlebt habe, hätte ich vorher nicht für möglich gehalten.“ Die Düsseldorfer Kaspar Anraths, Benedikt Schmittmann und Friedrich Maase als Häftlinge im Konzentrationslager Sachsenhausen, in: Düsseldorfer Jahrbuch 92 (2022); S. 113–169
- Rassenschande in Ratingen. Wie die bürgerliche Existenz des Viehhändlers Eduard Levy vernichtet wurde, in: Düsseldorfer Jahrbuch 93 (2023); S. 201–246